# Internationale Filmfestspiele Berlin 2015
Die 65. Internationalen Filmfestspiele Berlin (Berlinale) fanden vom 5. bis 15. Februar 2015 statt. Sie zählen gemeinsam mit Cannes und Venedig zu den bedeutendsten Filmfestivals der Welt und standen 2015 zum 14. Mal unter der Leitung von Dieter Kosslick. Der Film Taxi Teheran (Taxi) des iranischen Regisseurs Jafar Panahi erhielt den Goldenen Bären.
Eröffnet wurde die Berlinale 2015 mit der Weltpremiere von Nobody Wants the Night der spanischen Regisseurin Isabel Coixet mit Juliette Binoche, Rinko Kikuchi und Gabriel Byrne.

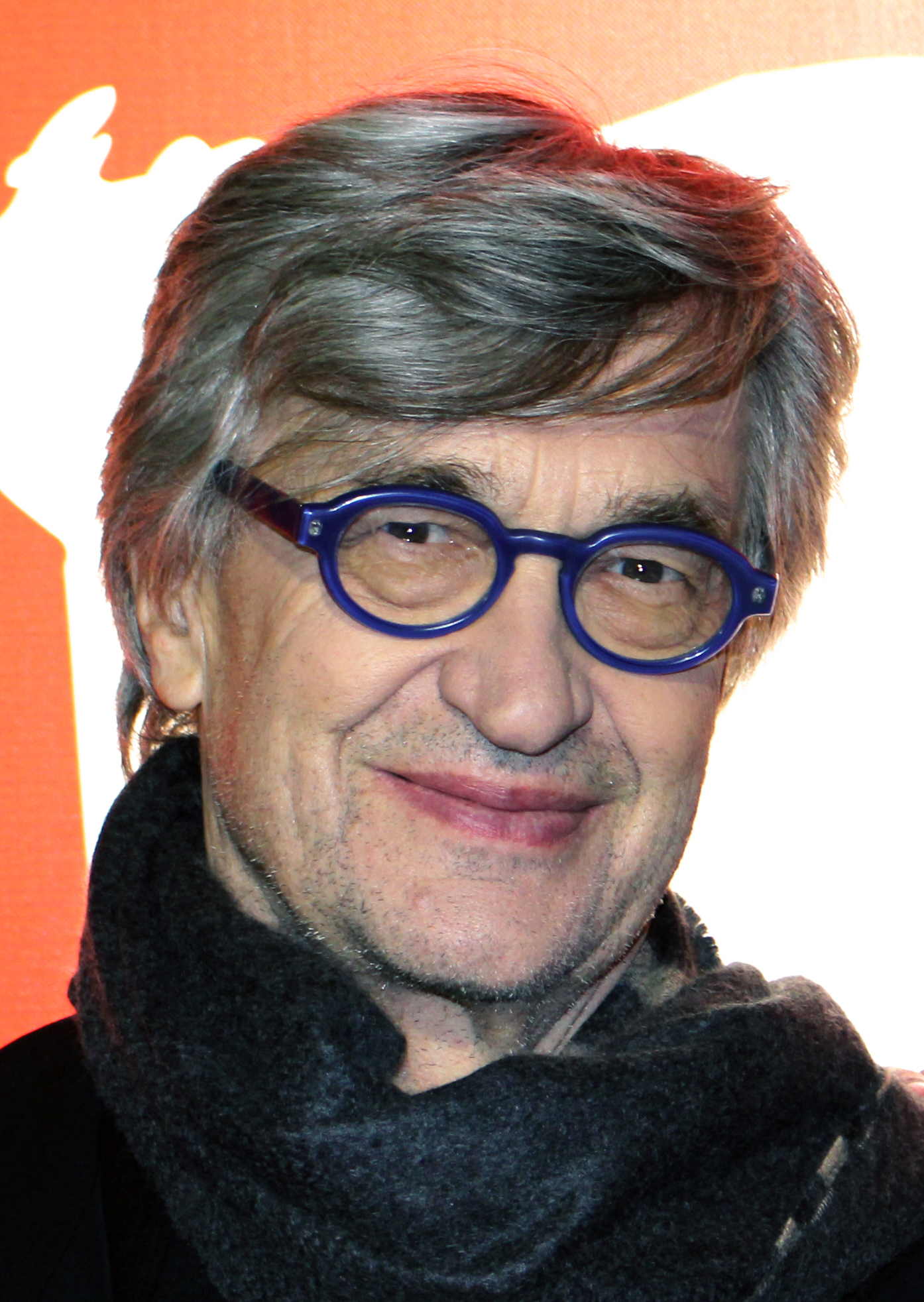
Wim Wenders, Empfänger des Goldenen Ehrenbären

Wim Wenders wurde mit dem Goldenen Ehrenbären für sein genreübergreifendes und vielseitiges Werk als Filmemacher, Fotograf und Autor ausgezeichnet. Berlinale-Direktor Kosslick bezeichnete ihn als einen der renommiertesten zeitgenössischen Autorenfilmer. Neben den gewonnenen Hauptpreisen von Venedig (1982 für Der Stand der Dinge) und Cannes (1984 für Paris, Texas) konkurrierte Wenders im Jahr 2000 mit The Million Dollar Hotel einmalig im Berlinale-Wettbewerb (Silberner Bär als Preis der Jury) und ließ bei der Berlinale 2011 seine 3D-Tanzfilm-Dokumentation Pina erstaufführen. Im Rahmen einer Hommage waren zehn Filme aus Wenders’ Spiel- und Dokumentarfilmschaffen zu sehen.
Mit der Berlinale Kamera wurden Marcel Ophüls, Naum Kleiman, Carlo Petrini und Alice Waters geehrt.
Die Berlinale 2015 hatte ein Jahresbudget von 22 Millionen Euro zur Verfügung. Ein Anteil von 6,5 Millionen Euro stammte aus Mitteln der institutionellen Förderung der Bundesbeauftragten für Kultur und Medien.

## Offizielle Sektionen

### Internationaler Wettbewerb

#### Internationale Jury

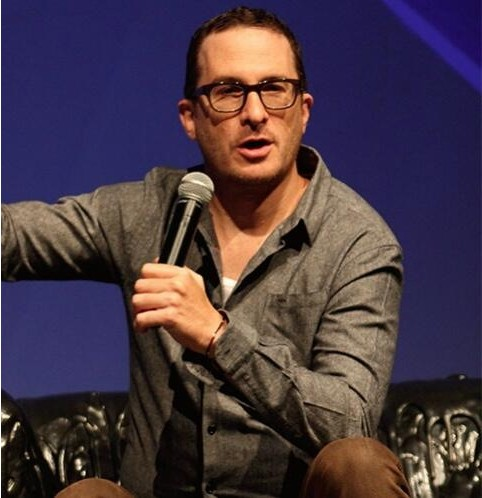
Darren Aronofksy (2013)

Jurypräsident der Berlinale 2015 war Darren Aronofsky. Der US-amerikanische Regisseur, Drehbuchautor und Produzent wurde von Berlinale-Direktor Kosslick als einer der „herausragenden Protagonisten des zeitgenössischen Autorenkinos“ gepriesen, der in seiner künstlerischen Herangehensweise immer wieder die filmische Sprache und deren ästhetische Möglichkeiten auslote. Aronofsky drehte Filme über Realitätsverlust und das Leben am Rand der Gesellschaft. Großen Erfolg erregte er mit dem Drama The Wrestler (Goldener Löwe von Venedig 2008) und dem im Ballett-Milieu angesiedelten Psychothriller Black Swan (Oscar-Nominierung 2011) in denen er wiederholt der Strapazierfähigkeit und Verletzbarkeit des menschlichen Körpers nachspürte. Laut Fachkritik widmet er sich in seinem Werk der „Abgründe der menschlichen Psyche“ und dem „Elend des wirklichen Lebens“. „Bei der Berlinale gibt es immer spannende und faszinierende Filme. Ich freue mich darauf, die jüngsten Werke großartiger Filmemacher in einer der tollsten Städte der Welt zu sehen“, so Aronofksy, der in der Vergangenheit nie eine seiner Regiearbeiten bei den Internationalen Filmfestspielen Berlin vorgestellt hatte. Er war 2001 Mitglied der Jury des Sundance Film Festival, die Inside a Skinhead zum besten Spielfilm auswählte. 2011 kürte Aronofsky als Jurypräsident der Internationalen Filmfestspiele von Venedig Alexander Sokurows Faust zum Sieger.
Dem Jurypräsidenten standen bei der Vergabe der Preise mehrere Jurymitglieder zur Seite: Daniel Brühl, Bong Joon-ho, Martha De Laurentiis, Claudia Llosa, Audrey Tautou und Matthew Weiner.

#### Filme
| Filmtitel (Verweistitel)             | Regie                | Land                                              | Darsteller (Auswahl)                                                                                              |
| ------------------------------------ | -------------------- | ------------------------------------------------- | --- |
| Aferim!                              | Radu Jude            | Rumänien, Bulgarien, Tschechische Republik        | Teodor Corban, Mihai Comănoiu, Cuzin Toma, Alexandru Dabija                                                       |
| Als wir träumten                     | Andreas Dresen       | Deutschland, Frankreich                           | Merlin Rose, Julius Nitschkoff, Joel Basman, Marcel Heuperman, Frederic Haselon, Ruby O. Fee                      |
| Body                                 | Małgorzata Szumowska | Polen                                             | Janusz Gajos, Maja Ostaszewska, Justyna Suwała                                                                    |
| Chasuke’s Journey                    | Sabu                 | Japan                                             | Ken’ichi Matsuyama, Ito Ohno, Ren Ohsugi, Yusuke Iseya, Hiromasa Taguchi, Tina Tamashiro, Susumu Terajima         |
| El Club (The Club)                   | Pablo Larraín        | Chile                                             | Roberto Farias, Antonia Zegers, Alfredo Castro, Alejandro Goic, Alejandro Sieveking, Jaime Vadell, Marcelo Alonso |
| Eisenstein in Guanajuato             | Peter Greenaway      | Niederlande, Mexiko, Belgien, Finnland            | Elmer Bäck, Luis Alberti, Maya Zapata                                                                             |
| 45 Years                             | Andrew Haigh         | Vereinigtes Königreich                            | Charlotte Rampling, Tom Courtenay, Geraldine James                                                                |
| Gone with the Bullets                | Wen Jiang            | Volksrepublik China, Vereinigte Staaten, Hongkong | Wen Jiang, You Ge, Yun Zhou, Qi Shu, Huang Hung                                                                   |
| Ixcanul – Träume am Fuße des Vulkans | Jayro Bustamante     | Guatemala, Frankreich                             | María Mercedes Coroy, María Telón, Manuel Antún, Justo Lorenzo, Marvin Coroy                                      |
| Knight of Cups                       | Terrence Malick      | Vereinigte Staaten                                | Christian Bale, Cate Blanchett, Natalie Portman, Brian Dennehy, Antonio Banderas, Freida Pinto, Wes Bentley       |
| Königin der Wüste                    | Werner Herzog        | Vereinigte Staaten                                | Nicole Kidman, James Franco, Damian Lewis, Robert Pattinson                                                       |
| Nobody Wants the Night               | Isabel Coixet        | Spanien, Frankreich, Bulgarien                    | Juliette Binoche, Rinko Kikuchi, Gabriel Byrne                                                                    |
| Der Perlmuttknopf                    | Patricio Guzmán      | Frankreich, Chile, Spanien                        | Dokumentarfilm |
| Sworn Virgin                         | Laura Bispuri        | Italien, Schweiz, Deutschland, Albanien, Kosovo   | Alba Rohrwacher, Lars Eidinger, Flonja Kodheli, Luan Jaha, Emily Ferratello                                       |
| Tagebuch eine Kommerzofe             | Benoît Jacquot       | Frankreich, Belgien                               | Léa Seydoux, Vincent Lindon, Clotilde Mollet, Hervé Pierre, Vincent Lacoste                                       |
| Taxi Teheran                         | Jafar Panahi         | Iran                                              | Jafar Panahi |
| Under Electric Clouds                | Alexei German        | Russland, Ukraine, Polen                          | Louis Franck, Merab Ninidse, Wiktorija Korotkowa, Tschulpan Chamatowa, Anastassija Melnikowa, Piotr Gąsowski      |
| Unsere sonnigen Tage                 | Phan Đăng Di         | Vietnam, Frankreich, Deutschland, Niederlande     | Đỗ Thị Hải Yến, Lê Công Hoàng, Trương Thế Vinh                                                                    |
| Victoria                             | Sebastian Schipper   | Deutschland                                       | Laia Costa, Frederick Lau, Franz Rogowski, Burak Yiğit, Max Mauff, André M. Hennicke                              |

Außer Konkurrenz
- Cinderella – Regie: Kenneth Branagh (mit Cate Blanchett, Lily James, Richard Madden, Stellan Skarsgård, Holliday Grainger, Sophie McShera, Derek Jacobi, Helena Bonham Carter)
- Elser (13 Minutes) – Regie: Oliver Hirschbiegel (mit Christian Friedel, Katharina Schüttler, Burghart Klaußner, Johann von Bülow, Felix Eitner)
- Every Thing Will Be Fine – Regie: Wim Wenders (mit James Franco, Charlotte Gainsbourg, Rachel McAdams, Marie-Josée Croze)
- Mr. Holmes – Regie: Bill Condon (mit Ian McKellen, Laura Linney, Milo Parker, Hiroyuki Sanada, Hattie Morahan)

### Berlinale Shorts
In der Reihe Berlinale Shorts werden Spiel-, Dokumentar-, Experimental- und Animationsfilme mit einer Maximallänge von 30 Minuten (inkl. Abspann) gezeigt. Internationale Beiträge dürfen vor der Berlinale-Aufführung noch nicht außerhalb ihres Entstehungslandes gezeigt worden sein; deutsche Beiträge müssen Weltpremieren sein. Kuratorin der Berlinale Shorts ist seit 2007 die freie Autorin und Filmregisseurin Maike Mia Höhne. Der Internationalen Kurzfilmjury gehörten 2015 der türkische Künstler Halil Altındere, die indische Filmemacherin Madhusree Dutta und Wahyuni A. Hadi aus Singapur an, die Executive Director des Singapore International Film Festival ist. Neben dem Goldenen Bär für den besten Kurzfilm und dem Silbernen Bär vergab die Jury die Nominierung für den Europäischen Kurzfilmpreis und erstmals 2015 den Audi Short Film Award.
Die Beiträge des Kurzfilmwettbewerbs 2015:
- Architektura – Regie: Ulu Braun, Deutschland, 15’; (Weltpremiere)
- Bad at Dancing – Regie: Joanna Arnow, USA, 11’ (Weltpremiere)
- Blood Below the Skin – Regie: Jennifer Reeder, USA, 32’ (Weltpremiere)
- Chitrashala (Haus der Bilder) – Regie: Amit Dutta, Indien, 19’ (Weltpremiere)
- Däwit – Regie: David Jansen, Deutschland, 15’ (Weltpremiere)
- Dissonance – Regie: Till Nowak, Deutschland, 17’ (Weltpremiere)
- Hosanna – Regie: Na Young-kil, Südkorea, 25’ (Deutschlandpremiere)
- La Isla está Encantada con Ustedes (Die Insel ist Verzaubert von Euch) – Regie: Alexander Carver & Daniel Schmidt, USA / Schweiz / Australien, 28’ (Internationale Premiere)
- El Juego del Escondite (Versteckspiel) – Regie: David Muñoz, Spanien, 23’ (Weltpremiere)
- Kamakshi – Regie: Satindar Singh Bedi, Indien, 25’ (Weltpremiere)
- Lama? (Warum?) – Regie: Nadav Lapid, Israel, 5’ (Internationale Premiere)
- Lembusura – Regie: Wregas Bhanuteja, Indonesien, 10’ (Internationale Premiere)
- Lo Sum Choe Sum (3 Jahre 3 Monate Rückzug) – Regie: Dechen Roder, Bhutan, 20’ (Weltpremiere)
- The Mad Half Hour – Regie: Leonardo Brzezicki, Argentinien / Dänemark, 22’ (Weltpremiere)
- maku (schleier) – Regie: Yoriko Mizushiri, Japan, 6’ (Weltpremiere)
- Mar de Fogo (Feuermeer) – Regie: Joel Pizzini, Brasilien, 8’ (Weltpremiere)
- Of Stains, Scrap & Tires – Regie: Sebastian Brameshuber, Österreich / Frankreich, 19’ (Internationale Premiere)
- Pebbles at Your Door – Regie: Vibeke Bryld, Dänemark, 20’ (Weltpremiere)
- Planet Ʃ – Regie: Momoko Seto, Frankreich, 12’ (Weltpremiere)
- San Cristóbal – Regie: Omar Zúñiga Hidalgo, Chile, 29’ (Weltpremiere)
- Shadowland – Regie: John Skoog, Schweden, 15’ (Internationale Premiere)
- Snapshot Mon Amour – Regie: Christian Bau, Deutschland, 6’ (Weltpremiere)
- Superior – Regie: Erin Vassilopoulos, USA, 16’ (Internationale Premiere)
- Take What You Can Carry – Regie: Matt Porterfield, USA / Deutschland, 30’ (Weltpremiere)
- The – Regie: Billy Roisz & Dieter Kovačič, Österreich, 13’ (Weltpremiere)
- Symbolic Threats – Regie: Mischa Leinkauf, Lutz Henke & Matthias Wermke, Deutschland, 16’ (Weltpremiere)
- YúYú – Regie: Marc Johnson, Frankreich / Spanien / USA, 15’ (Weltpremiere)

### Berlinale Special

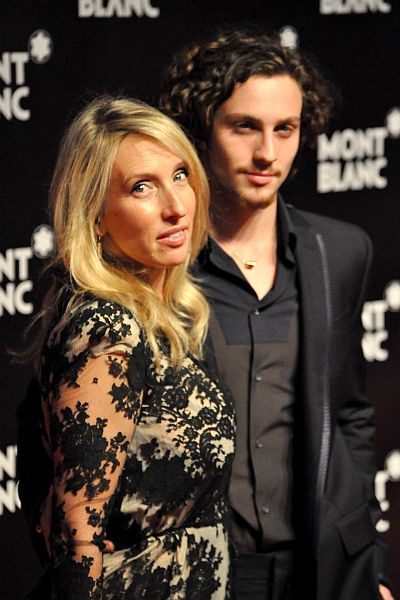
Sam Taylor-Wood (2010) zeigt ihre Filmadaption von „Fifty Shades of Grey“ auf der Berlinale 2015

Im Berlinale Special 2015 feierte Fifty Shades of Grey nach dem gleichnamigen Bestseller von E. L. James seine internationale Premiere. Die Leinwandadaption entstand in Zusammenarbeit mit der Buchautorin unter der Regie von Sam Taylor-Johnson, nach einem Drehbuch von Kelly Marcel. In den Hauptrollen sind Jamie Dornan und Dakota Johnson zu sehen.
2015 wurden im Format Berlinale Special Series auch Uraufführungen von Fernsehserien wie Bloodline, Better Call Saul, 1983 gezeigt.

### Panorama
Seit 1992 ist der Regisseur und Drehbuchautor Wieland Speck Kurator der Panorama-Sektion, die aktuelle Entwicklungen im Arthouse-Kino präsentiert und sich insbesondere Autorenfilmen verschrieben hat.

#### Panorama-Spielfilme
- 54: The Director’s Cut – Regie: Mark Christopher (USA); Darsteller: Ryan Phillippe, Salma Hayek, Mike Myers, Sela Ward, Mark Ruffalo (Weltpremiere)

- Chorus – Regie: François Delisle (Kanada); Darsteller: Sébastien Ricard, Fanny Mallette, Pierre Curzi, Geneviève Bujold (Europapremiere)

- Der letzte Sommer der Reichen (The Last Summer of the Rich) – Regie: Peter Kern (Österreich); Darsteller: Amira Casar, Nicole Gerdon, Winfried Glatzeder (Weltpremiere)

- Dora oder die sexuellen Neurosen unserer Eltern (Dora or The Sexual Neuroses of Our Parents) – Regie: Stina Werenfels (Schweiz/Deutschland); Darsteller: Victoria Schulz, Jenny Schily, Lars Eidinger, Urs Jucker (Internationale Premiere)

- Dyke Hard – Regie: Bitte Andersson (Schweden); Darsteller: Alle Eriksson, Peggy Sands, M. Wågensjö, Iki Gonzales Magnusson, Lina Kurttila (Internationale Premiere)

- El incendio – Regie: Juan Schnitman (Argentinien); Darsteller: Pilar Gamboa, Juan Barberini

- Gukje Shijang (Ode to My Father) – Regie: JK Youn (Republik Korea); Darsteller: Hwang Jung-min, Kim Yunjin (Europapremiere)

- I Am Michael – Regie: Justin Kelly (USA); Darsteller: James Franco, Zachary Quinto, Emma Roberts (Internationale Premiere)

- Jun Zhong Le Yuan (Paradise in Service) – Regie: Doze Niu Chen-Zer (Taiwan); Darsteller: Ethan Juan, Wan Qian, Chen Jianbin, Chen Yi-Han (Europapremiere)

- Mord in Pacot (Meurtre à Pacot) – Regie: Raoul Peck (Frankreich / Haiti / Norwegen); Darsteller: Ayo, Alex Descas, Thibault Vinçon, Lovely Kermonde Fifi, Joy Olasunmibo Ogunmakin (Europapremiere)

- Mot Naturen (Out of Nature) – Regie: Ole Giæver, Marte Vold (Norwegen); Darsteller: Ole Giæver, Marte Magnusdotter Solem, Rebekka Nystadbakk, Ellen Birgitte Winther, Sievert Giaever Solem (Europapremiere)

- Ned Rifle – Regie: Hal Hartley (USA); Darsteller: Liam Aiken, Martin Donovan, Aubrey Plaza, Parker Posey, Thomas Jay Ryan (Europapremiere)
- Paridan az ertefa kam (A Minor Leap Down) – Regie: Hamed Rajabi; Darsteller: Negar Javaherian, Rambod Javan, Mehri Aleagha, Shafagh Shokri
- Der Sommer von Sangailé (Sangailes vasara) – Regie: Alanté Kavaïté (Litauen, Frankreich, Niederlande); Darsteller: Julija Steponaityte, Aistė Diržiūtė, Jūratė Sodytė, Martynas Budraitis, Laurynas Jurgelis, Nelė Savičenko, Inga Šalkauskaitė

- Härte – Regie: Rosa von Praunheim (Deutschland); Darsteller: Hanno Koffler, Andreas Marquardt, Luise Heyer, Marion Erdmann, Katy Karrenbauer, Rüdiger Götze, Ilse Amberger-Bendin

#### Panorama-Dokumente
- B-Movie: Lust & Sound in West-Berlin – Regie: Jörg A. Hoppe, Klaus Maeck, Heiko Lange (Deutschland); Darsteller: Mark Reeder, Marius Weber (Weltpremiere)

- Danielův svět (Daniel’s World) – Regie: Veronika Lišková (Tschechische Republik); (Internationale Premiere)

- El hombre nuevo (The New Man) – Regie: Aldo Garay (Uruguay / Chile); (Weltpremiere)

- Fassbinder – lieben ohne zu fordern (Fassbinder – To Love without Demands) – Regie: Christian Braad Thomsen (Dänemark); Darsteller: Rainer Werner Fassbinder, Irm Hermann, Harry Baer, Lilo Pempeit (Weltpremiere)

- Iraqi Odyssey – Regie: Samir (Schweiz / Deutschland / Irak / Vereinigte Arabische Emirate); (Europapremiere)

- Stories of Our Lives – Regie: Jim Chuchu (Kenia); Darsteller: Kelly Gichohi, Paul Ogola, Tim Mutungi, Mugambi Nthinga, Rose Njenga; (Europapremiere)

- The Yes Men Are Revolting – Regie: Laura Nix, Andy Bichlbaum, Mike Bonanno (USA); (Europapremiere)

### Forum
Das 45. Forum der Berlinale hatte insgesamt 43 Filme im Programm, darunter 31 Weltpremieren. Eröffnet wurde es im Jahr 2015 mit dem Film The Forbidden Room von Guy Maddin. Leiter der Sektion, bereits seit Juni 2001, ist der Politikwissenschaftler und Journalist Christoph Terhechte.
Die Filme des 45. Forums waren:
- Abaabi ba boda boda (The Boda Boda Thieves) – Regie: Yes! That’s Us, Uganda / Südafrika / Kenia / Deutschland; (Weltpremiere)
- Al-wadi (The Valley) – Regie: Ghassan Salhab, Libanon / Frankreich / Deutschland / Katar / Vereinigte Arabische Emirate
- Balikbayan #1 (Memories of Overdevelopment Redux) – Regie: Kidlat Tahimik, Philippinen; (Weltpremiere)
- Beira-Mar (Seashore) – Regie: Filipe Matzembacher, Marcio Reolon, Brasilien; (Weltpremiere)
- Ben Zaken – Regie: Efrat Corem, Israel; (Internationale Premiere)
- Brasil S/A (Brazilian Dream) – Regie: Marcelo Pedroso, Brasilien; (Internationale Premiere)
- Ce gigantesque retournement de la terre (This Gigantic Furrowing of the Ground) – Regie: Claire Angelini, Frankreich; (Weltpremiere)
- Chaiki (The Gulls) – Regie: Ella Manzheeva, Russische Föderation; (Weltpremiere)
- Cheol won gi haeng (End of Winter) – Regie: Kim Dae-hwan, Republik Korea; (Internationale Premiere)
- Counting – Regie: Jem Cohen, USA; (Weltpremiere)
- Dari Marusan – Regie: Izumi Takahashi, Japan; (Internationale Premiere)
- The Days Run Away Like Wild Horses Over the Hills – Regie: Marcin Malaszczak, Deutschland / Polen / USA; (Weltpremiere)
- Le dos rouge (Portrait of the Artist) – Regie: Antoine Barraud, Frankreich; (Internationale Premiere)
- Exotica, Erotica, Etc. – Regie: Evangelia Kranioti, Frankreich; (Weltpremiere)
- Flotel Europa – Regie: Vladimir Tomic, Dänemark / Serbien; (Weltpremiere)
- The Forbidden Room – Regie: Guy Maddin, Evan Johnson, Kanada
- Freie Zeiten (After Work) – Regie: Janina Herhoffer, Deutschland; (Weltpremiere)
- Futaba kara toku hanarete dainibu (Nuclear Nation II) – Regie: Atsushi Funahashi, Japan; (Internationale Premiere)
- Der Geldkomplex (El complejo de dinero) – Regie: Juan Rodrigáñez, Spanien; (Weltpremiere)
- Il gesto delle mani (Hand Gestures) – Regie: Francesco Clerici, Italien; (Weltpremiere)
- H. – Regie: Rania Attieh, Daniel Garcia, Argentinien / USA; (Internationale Premiere)
- Hedi Schneider steckt fest – Regie: Sonja Heiss, Deutschland / Norwegen; (Weltpremiere)
- Histoire de Judas (The Story of Judas) – Regie: Rabah Ameur-Zaïmeche, Frankreich; (Weltpremiere)
- Hotline – Regie: Silvina Landsmann, Israel / Frankreich; (Weltpremiere)
- K – Regie: Emyr ap Richard, Darhad Erdenibulag, Volksrepublik China / Großbritannien; (Weltpremiere)
- Koza – Regie: Ivan Ostrochovský, Slowakische Republik / Tschechische Republik; (Weltpremiere)
- Madare ghalb atomi (Atom Heart Mother) – Regie: Ali Ahmadzadeh, Iran; (Weltpremiere)
- La maldad (Evilness) – Regie: Joshua Gil, Mexiko; (Weltpremiere)
- Mar – Regie: Dominga Sotomayor, Chile / Argentinien; (Internationale Premiere)
- Mizu no koe o kiku (The Voice of Water) – Regie: Masashi Yamamoto, Japan; (Internationale Premiere)
- La mujer de barro (The Mud Woman) – Regie: Sergio Castro San Martín, Chile / Argentinien; (Weltpremiere)
- Nefesim kesilene kadar (Until I Lose My Breath) – Regie: Emine Emel Balcı, Türkei / Deutschland; (Weltpremiere)
- La nuit et l’enfant (The Night and the Kid) – Regie: David Yon, Frankreich, Katar; (Weltpremiere)
- Queen of Earth – Regie: Alex Ross Perry, USA; (Weltpremiere)
- Rabo de Peixe (Fish Tail) – Regie: Joaquim Pinto, Nuno Leonel, Portugal; (Weltpremiere)
- La sirène de Faso Fani (The Siren of Faso Fani) – Regie: Michel K. Zongo, Frankreich / Burkina Faso / Deutschland / Katar; (Weltpremiere)
- Sueñan los androides (Androids Dream) – Regie: Ion de Sosa, Spanien / Deutschland; (Internationale Premiere)
- Superwelt (Superworld) – Regie: Karl Markovics, Österreich; (Weltpremiere)
- Thamaniat wa ushrun laylan wa bayt min al-sheir (Twenty-Eight Nights and A Poem) – Regie: Akram Zaatari, Libanon / Frankreich; (Weltpremiere)
- Über die Jahre (Over the Years) – Regie: Nikolaus Geyrhalter, Österreich; (Weltpremiere)
- Viaggio nella dopo-storia (Journey into Post-History) – Regie: Vincent Dieutre, Frankreich; (Weltpremiere)
- Violencia (Violence) – Regie: Jorge Forero, Kolumbien / Mexiko; (Weltpremiere)
- Zurich – Regie: Sacha Polak, Niederlande / Deutschland / Belgien; (Weltpremiere)

Darüber hinaus wurde im Rahmen des Forum Special der mexikanische Film Cuatro contra el mundo des Regisseurs Alejandro Galindo gezeigt.

### Forum Expanded
Das Forum Expanded feierte im Rahmen der 65. Berlinale sein zehnjähriges Jubiläum. Im Jahr 2015 wurde erstmals das komplette Programm in der Akademie der Künste gezeigt, nachdem sie bis 1999 schon einmal zu den Spielorten der Berlinale gehörte. Das Kino Arsenal und die Botschaft von Kanada blieben als weitere Spielorte bestehen.
Die Reihe Forum Expanded untersucht das Verhältnis des Kinos zu anderen Kunstformen. Sie wird unter der Leitung von Stefanie Schulte Strathaus kuratiert. Unter dem Programmtitel „To the Sound of the Closing Door“ wurden 2015 Arbeiten gezeigt, die sich den Augenblicken widmen, wenn Türen sich schließen und potenziell neue Möglichkeiten eröffnen: „Sie fragen, in welchen Momenten neue Projekte und Utopien entstehen können und wie historische Brüche und Umwälzungen Visionen von und Erwartungen an die Zukunft generieren.“
Zur Eröffnung in der Akademie der Künste präsentierten die Palästinenser Lara Khaldi und Yazan Khalili ihre Performance Love Letters to a Union: The Falling Comrades.
Wie schon 2014 wurde auch im Jahr 2015 der „Think:Film Award“ an Arbeiten aus dem Programm des Forum-Expanded verliehen. Die Auszeichnung besteht in der Einladung zu Vorführungen in Berlin und Kairo und wird von der Allianz Kulturstiftung finanziert.

### Perspektive Deutsches Kino
Die Sektion Perspektive Deutsches Kino fördert vielversprechende Regie-Talente. Sie zeigt Trends beim deutschen Film-Nachwuchs und eröffnet einen Blick auf die zukünftige Entwicklung des deutschen Kinos. Hierfür werden Spiel- und Dokumentarfilme des jüngsten Jahrgangs ab einer Länge von 20 Minuten ausgewählt. Die Auswahl nimmt die Kultur- und Theaterwissenschaftlerin Linda Söffker vor, die seit 2010 Leiterin der Sektion ist. Janna Ji Wonders wurde am Eröffnungsabend mit dem Made-in-Germany–Förderpreis Perspektive Deutsches Kino für junge Filmemacher ausgezeichnet.
Ausgewählte Filme 2015
- Bube Stur (Stubborn Boy) – Regie: Moritz Krämer; Produktion: Deutsche Film- und Fernsehakademie Berlin
- Der Bunker – Regie: Nikias Chryssos; Produktion: Kataskop Film, Heidelberg
- Ein idealer Ort – Regie: Anatol Schuster; Produktion: wirFILM (Isabelle Bertolone und Benedikt Weber), München
- Elixir – Regie: Brodie Higgs; Produktion: Elixir Films, Berlin
- Freiräume – Regie: Filippa Bauer; Produktion: Kunsthochschule für Medien Köln
- Hakie – Haki. Ein Leben als Mann. – Regie: Anabela Angelovska; Produktion: Anabela Angelovska, Hamburg
- HomeSick – Regie: Jakob M. Erwa; Produktion: Mojo:pictures Jakob M. Erwa Filmproduktion, Berlin
- Im Sommer wohnt er unten – Regie: Tom Sommerlatte; Produktion: Osiris Media, Berlin
- Im Spinnwebhaus – Regie: Mara Eibl-Eibesfeldt; Produktion: Tellux-Film, Stuttgart
- I Remember – Regie: Janna Ji Wonders; Produktion: Trimaphilm, München
- Sag mir Mnemosyne – Regie: Lisa Sperling; Produktion: Lisa Sperling, Hamburg
- Sibylle – Regie: Michael Krummenacher; Produktion: Passanten Filmproduktion, München
- Sprache: Sex – Regie: Saskia Walker, Ralf Hechelmann; Produktion: Sprechfilm, Berlin
- Wanja – Regie: Carolina Hellsgård; Produktion: Flickfilm, Berlin

Reihe: Gast der Perspektive Deutsches Kino
- Chrieg – Regie: Simon Jaquemet; Schweiz 2014 (Gewinner Max Ophüls Preis)
- Die Menschenliebe – Regie: Maximilian Haslberger; Deutschland 2014 (Gewinner First Steps Award 2014, Dokumentarfilm)

### Generation
Filme, die in den Wettbewerben Generation Kplus und Generation 14plus antreten, stehen in Zusammenhang mit der Erfahrungswelt von Kindern und Jugendlichen, sowohl inhaltlich als auch formal. Es werden zum einen Filme gezeigt, die sich ausdrücklich an Kinder- und Jugendliche richten. Zum anderen sind Filme im Programm, die in ihrer Zielgruppenansprache offen sind und sich für ein junges Publikum eignen. Die Jury dieser Sektion besteht aus elf Kindern zwischen 11 und 14 Jahren sowie sieben Jugendlichen zwischen 14 und 18 Jahren. Als Preise werden die Gläsernen Bären für die besten Lang- und Kurzfilme sowie die Preise der Internationalen Jury vergeben. Leiterin der Sektion Generation ist seit 2008 die gebürtige Neuseeländerin Maryanne Redpath.

#### Generation 14plus
- 14+ – Regie: Andrey Zaytsev (Russische Föderation)
- The Beat Beneath My Feet – Regie: John Williams (Großbritannien)
- Cloro (Chlorine) – Regie: Lamberto Sanfelice (Italien)
- Coming of Age – Regie: Teboho Edkins (Südafrika/Deutschland)
- Corbo – Regie: Mathieu Denis (Kanada)
- The Diary of a Teenage Girl – Regie: Marielle Heller (USA)
- Flocken (Flocking) – Regie: Beata Gårdeler (Schweden)
- El Gurí (The Kid) – Regie: Sergio Mazza (Argentinien)
- Mina Walking – Regie: Yosef Baraki (Kanada, Afghanistan)
- Nena – Viel mehr geht nicht (Nena) – Regie: Saskia Diesing (Niederlande/Deutschland)
- One & Two – Regie: Andrew Droz Palermo (USA)
- Prins (Prince) – Regie: Sam de Jong (Niederlande)
- Short Skin – Regie: Duccio Chiarini (Italien)
- Wonderful World End – Regie: Daigo Matsui (Japan)

Darüber hinaus waren in dieser Sektion drei weitere Spielfilme als Sondervorführungen sowie 19 Kurzfilme zu sehen.
Von der Jugendjury wurde der schwedische Film Flocken (Flocking) von Beata Gårdeler mit dem Gläsernen Bären bedacht. Für den besten Kurzfilm erhielt Petros Silvestros für A Confession einen weiteren Gläsernen Bären.

#### Generation Kplus
- Cykelmyggen og Minibillen (Mini and the Mozzies) – Regie: Jannik Hastrup und Flemming Quist Møller (Dänemark)
- Dhanak (Rainbow) – Regie: Nagesh Kukunoor (Indien)
- Dorsvloer vol Confetti (Confetti Harvest) – Regie: Tallulah Schwab (Niederlande)
- Familienbande (You’re Ugly Too) – Regie: Mark Noonan (Irland)[16]
- Golden Kingdom – Regie: Brian Perkins (USA)
- Kar Korsanları (Snow Pirates) – Regie: Faruk Hacıhafızoğlu (Türkei)
- Papierflieger (Paper Planes) – Regie: Robert Connolly (Australien)
- Stella (Min lilla syster) – Regie: Sanna Lenken (Schweden/Deutschland)

Die Kinderjury wählte Stella als Sieger des Gläsernen Bären.

### Retrospektive, Berlinale Classics und Hommage
Seit 1977 werden in Zusammenarbeit mit der Deutschen Kinemathek filmhistorische Retrospektiven auf der Berlinale veranstaltet. 2015 wurden unter dem Titel Glorious Technicolor ca. 30 restaurierte Technicolor-Filme aus den Anfängen bis ins Jahr 1953 gezeigt, darunter sechs Produktionen aus Großbritannien. In Zusammenarbeit mit dem Museum of Modern Art und dem Österreichischen Filmmuseum wird die Filmreihe auch in Wien (April 2015) und New York (Sommer 2015) präsentiert.
Daneben waren in der Reihe Berlinale Classics wieder neue Restaurierungen von Filmklassikern und wiederentdeckten Werke im Programm. Hierzu gehörten mit Varieté von Ewald André Dupont, Jahrgang 45 von Jürgen Böttcher und 9 Leben hat die Katze von Ula Stöckl im Jahr 2015 drei deutsche Filme.
Eine Werkschau widmete sich im 65. Jahr der Berlinale als „Hommage“ dem Schaffen von Wim Wenders, der mit dem Goldenen Ehrenbären für sein Lebenswerk ausgezeichnet wurde.

## Preisträger
Internationaler Wettbewerb
- Goldener Bär: Taxi Teheran von Jafar Panahi
- Silberner Bär – Großer Preis der Jury: El Club von Pablo Larraín
- Alfred-Bauer-Preis: Ixcanul von Jayro Bustamante
- Silberner Bär – Beste Regie: Radu Jude für Aferim! und Małgorzata Szumowska für Body
- Silberner Bär – Beste Darstellerin: Charlotte Rampling für 45 Years
- Silberner Bär – Bester Darsteller: Tom Courtenay für 45 Years
- Silberner Bär – Bestes Drehbuch: Patricio Guzmán für Der Perlmuttknopf
- Silberner Bär – Herausragende künstlerische Leistung: Sturla Brandth Grøvlen für die Kamera in Victoria sowie Serhij Mychaltschuk und Jewgeni Priwin für die Kamera in Under Electric Clouds

Berlinale Shorts
- Goldener Bär für den besten Kurzfilm: Hosanna von Na Young-kil
- Silberner Bär – Preis der Jury: Bad at Dancing von Joanna Arnow
- Audi-Kurzfilmpreis: PLANET Σ von Momoko Seto
- Berlinale-Nominierung für den Europäischen Filmpreis: Dissonance von Till Nowak

Erstlingsfilm
- Bester Erstlingsfilm: 600 Millas von Gabriel Ripstein

Generation
- Gläserner Bär (Generation Kplus): Stella von Sanna Lenken
- Gläserner Bär (Generation 14plus): Flocken von Beata Gårdeler

Unabhängige Jurys
- FIPRESCI-Preis: Taxi Teheran von Jafar Panahi (Wettbewerb), 600 Millas von Gabriel Ripstein (Panorama), Il gesto delle mani von Francesco Clerici (Forum)
- Teddy Award für den besten Spielfilm mit LGBT-Bezug: Nasty Baby von Sebastián Silva
- Panorama Publikumspreis
  - Bester Spielfilm: Der Sommer mit Mamã (Que horas ela volta?) von Anna Muylaert
  - Bester Dokumentarfilm: Tell Spring Not to Come This Year von Saeed Taji Farouky und Michael McEvoy

Ehrenpreise
- Goldener Ehrenbär: Wim Wenders
- Berlinale Kamera: Naum Kleiman, Marcel Ophüls, Carlo Petrini, Alice Waters